# Paulsburg (Meppen)
Die Paulsburg ist eine abgegangene spätmittelalterliche Landesburg und Verwaltungssitz des Bistums Münster in der Stadt Meppen im niedersächsischen Landkreis Emsland.

## Geschichte
Meppen befand sich ursprünglich im Besitz des Klosters Corvey, erlangte aber im Hochmittelalter seine eigentliche Bedeutung als Handelsort am Zusammenfluss von Ems und Hase. Ab dem Jahr 1252 war es zudem gegen die Grafschaft Tecklenburg gerichtetes Herrschaftszentrum des Bistums Münster im Emsland. Im Zuge dessen wurde dem Ort 1360 das Befestigungsprivileg durch den Bischof von Münster verliehen. Zusätzlich unterstrichen wurde die Bedeutung des Ortes durch die Verlegung der Münsteraner Landesburg Landegge in die Stadt Meppen im Jahr 1374. Die neue Befestigung wurde nach dem Schutzheiligen des Bistums Paulsburg genannt. Hier saß auch der Münsteraner Droste für das Emsland. 1752 hatte die Festung ihren militärischen Wert verloren, sie wurde abgetragen und an ihrer Stelle wurde das Zeughaus errichtet. Die übrige Stadtbefestigung wurde ab 1762 geschleift.

## Baugeschichte
Nachdem 1374 mit dem Bau der ursprünglichen Anlage begonnen wurde, haben erste Ausbauten in den Jahren von 1404 bis 1408 stattgefunden. Spätere Veränderungen erfolgten 1556 und vor allem von 1562 bis 1568. Im spanisch-niederländischen Krieg wurde die Burg in den Verteidigungszustand versetzt, die Brustwehr erneuert und zwei Geschütze wurden angeschafft. Dennoch wurde sie 1587 von den Niederländern eingenommen und beschädigt. Im Dreißigjährigen Krieg wurde Meppen 1633 durch schwedische Truppen eingenommen, die gleich mit der Verstärkung der Festung auch an den feldseitigen Mauern der Paulsburg begannen. Bis 1670 wurden die Befestigungen weiter ausgebaut. Im 18. Jh. verfiel die Burg, bis sie 1751 ganz niedergelegt und auf ihren Fundamenten das Zeughaus errichtet wurde.

## Beschreibung
Die Paulsburg bildete das Nordosteck der Stadtbefestigung von Meppen. Sie lag unmittelbar an der Haseporte und war von einer eigenen Ringmauer mit Ecktürmen und einem 6–8 m breiten Graben umgeben. Innerhalb dessen umfasste sie ein Rechteck von ca. 27 × 30 m. Das aufgehende Mauerwerk aus Backstein ruhte auf einem Fundament aus Findlingen, das wiederum durch Pfahlroste gegen das Einsinken im morastigen Untergrund gesichert war. Einziger Bodenfund ist bisher ein Kanonenrohr, das in den 1980er Jahren bei Straßenbauarbeiten zutage kam und vor dem Stadtmuseum in der Arenbergischen Rentei ausgestellt ist.